# Trésor (parfum)

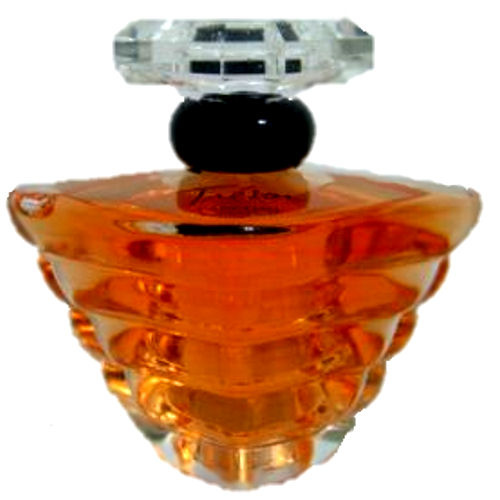

Trésor is een parfum van het cosmeticabedrijf Lancôme dat voor het eerst verscheen in 1990. Het is ontworpen door Sophia Grojsman. Lancôme probeerde met Trésor een bij uitstek vrouwelijk parfum uit te brengen, dat de eeuwige liefde moet verbeelden. De hoofdtoon van de geur is rozenolie. Verder zitten er andere bloemengeuren in, zoals van de iris en het lelietje-van-dalen, en fruitige tonen, zoals perzik. Deze geuren worden ondersteund door muskus en amber.
De flacon is ontworpen door Georges Delhomme. De kristallen flesjes zijn met de hand gepolijst.
Verschillende actrices zijn het gezicht van Trésor geweest, waaronder Isabella Rossellini, Juliette Binoche, Ines Sastre en Kate Winslet. Ter gelegenheid van het 20-jarig bestaan werd Penélope Cruz het uithangbord van het parfum.
Van dit parfum zijn ook de geuren Trésor in love en Trésor Midnight Rose afgeleid.